# Brzeziniak
Brzeziniak – część wsi Bajdy w Polsce, w województwie warmińsko-mazurskim, w powiecie iławskim, w gminie Zalewo.
W latach 1975–1998 miejscowość należała administracyjnie do województwa olsztyńskiego.
W roku 1973 jako kolonia Brzeziniak należał do powiatu morąskiego, gmina i poczta Zalewo.